# Редавале
Редава̀ле (на италиански: Redavalle; на ломбардски: Ridaval, Ридавал) е село и община в Северна Италия, провинция Павия, регион Ломбардия. Разположено е на 85 m надморска височина. Населението на общината е 1061 души (към 2017 г.).